# بایوت
بایوت (به مجاری:  Bajót) یک منطقهٔ مسکونی در مجارستان است که در ناحیه استرگوم واقع شده‌است. بایوت ۱۶٫۴۴ کیلومتر مربع مساحت و ۱٬۵۵۷ نفر جمعیت دارد.